# Zgorzelec (Rychtal)
Zgorzelec (deutsch Sgorsellitz, 1939–1945 Brandetal) ist eine Ortschaft mit einem Schulzenamt der Stadt-und-Land-Gemeinde Rychtal im Powiat Kępiński der Woiwodschaft Großpolen in Polen.

## Geschichte

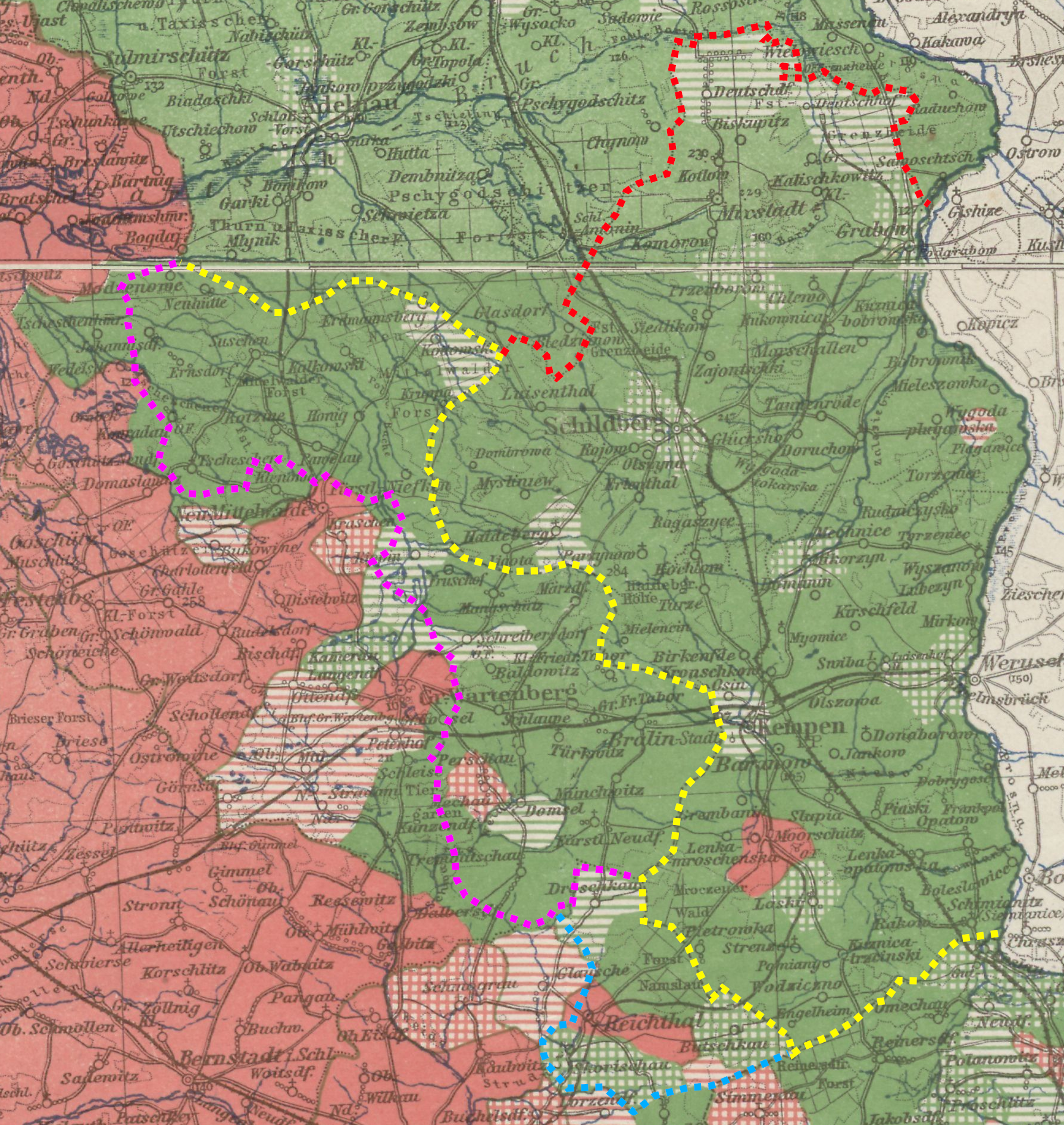
Sprachkarte aus dem Jahr 1910: Gelbe gestrichelte Linie: schlesisch-großpolnische Grenze, blaue gestrichelte Linie: Reichthaler Ländchen

1222 wurde der Ort Bandlovici erwähnt, der das Gebiet der heutigen Rychtal und Zgorzelec umfasste. Zusammen mit dem Ort Lassusino bzw. Lassusici (heute Sadogóra und Krzyżowniki) wurden sie an den Deutschen Orden vom Herzog Heinrich I. den Bärtigen († 1238) verliehen. 1233 wurden Lassusino und Bandlovici im Auftrag von Hermann von Balk nach deutschem Recht wieder angelegt und durch deutsche und wallonische Siedler besiedelt. 1271 brannte Bandlovici nieder. Die Brandstelle wurde später Zgorzelec benannt (gorzeć – altpolnisch für brennen), während die im Jahr 1294 auf dem Grund des Dorfes von Deutschen gegründete Stadt den Namen Reichthal erhielt.
Sgorsellitz gehörte von 1818 bis 1920 dem schlesischen Landkreis Namslau an. Mit dem überwiegend polnischsprachigen Reichthaler Ländchen wurde Zgorzelec 1921 ohne Volksabstimmung vom Deutschen Reich an das wiedergegründete Polen abgetreten. Seitdem ist Zgorzelec mit der Woiwodschaft Posen, bzw. Großpolen verbunden, zunächst im Powiat Kępiński.
Im Jahr 1921 gab es in der Gemeinde Zgorzelec im Powiat Kępno 13 Häuser mit 105 Einwohnern, 78 hielten sich für deutscher und 27 für polnischer Nationalität, 102 waren römisch-katholisch, 3 evangelisch. Im Gutsgebiet gab es dagegen 6 Häuser mit 131 Einwohnern, davon 129 Polen, 126 Römisch-Katholiken, 3 Evangelische und 2 Personen anderer Nationalität und Religion.
Beim Überfall auf Polen 1939 wurde das Gebiet von den Deutschen besetzt und dem Landkreis Kempen im Reichsgau Wartheland zugeordnet.
Von 1975 bis 1998 gehörte Zgorzelec zur Woiwodschaft Kalisz.